# Tiergarten-Dreieck

Blick in den Pocket-Park

Das Tiergarten-Dreieck (teilweise auch Klingelhöfer-Dreieck genannt) ist ein Bauensemble im Berliner Ortsteil Tiergarten. Es wird begrenzt von der namensgebenden Klingelhöferstraße, der Stülerstraße und einem Teil der Corneliusstraße mit dem Ufer des Landwehrkanals. Die Straße ist nach dem deutschen SPD-Politiker Gustav Klingelhöfer benannt, der nach 1945 in der Stadt lebte und arbeitete.

## Geschichte
Nachdem Anfang des 19. Jahrhunderts an dieser Stelle ein gehobenes Wohnviertel mit Stadtvillen entstanden war, erlitten die Gebäude im Zweiten Weltkrieg durch alliierte Luftangriffe und Kampfhandlungen massiven Schaden. Zur Vorbereitung verschiedener Projekte wurde das Areal von den Gebäuderesten geräumt. Da jedoch bis 1989 keiner dieser Pläne (unter anderem ein internationales Handelszentrum) realisiert wurde, blieb der Platz als innerstädtische Brachfläche erhalten. Zeitweise befand sich hier der Festplatz West-Berlins, auf dem Zirkus- und Rummelveranstaltungen stattfanden. Erst nach der deutschen Wiedervereinigung kümmerte sich die Senatsverwaltung um eine neue Bebauung. Im Ergebnis eines internationalen städtebaulichen Wettbewerbs 1995 wurde das Tiergarten-Dreieck gemäß dem Siegerkonzept der Bürogemeinschaft Machleidt + Partner, Walther Stepp und Klaus Schäfer in parzellierter Blockrandbebauung um einen öffentlichen Pocket-Park neu errichtet. Dabei diente die frühere Tiergartener Botschafts- und Villengegend als Vorbild.

## Bebauung
Der Städtebau überträgt der Architektur seine dominante Gestalt. Die Bautypologie der einzelnen Häuser (verschiedener Architekten s. u.) entwickelt sich aus der Tradition der Berliner Gründerzeitbebauung (Vorderhaus, Seitenflügel, Gartenhaus), räumlich ergänzt um Gassen und erhaben liegende private Gärten. Den Rhythmus aus Enge und Weite beschließt ein kleiner öffentlicher Park in der Mitte als Reminiszenz des Rummelplatzes der Nachkriegsnutzung. Das Gefüge aus geschlossenen und offenen Gassen (sechs Meter Breite), vorgegebener Hausproportion und Materialität, Verhältnis von öffentlich und privat und die Nutzungsmischung ergeben nach außen das Bild einer städtebaulichen Dichte sowie eines Zusammenhanges, ähnlich dem Quartier Strade Nuove in Genua.
Die Architektursprache der Gebäude ist durchweg zurückhaltend, angelehnt an Themen wie Adressbildung und klassische Fassadenteilung. Die Mexikanische Botschaft (Entwurf: Teodoro de León und Francisco Serrano), mit skulpturaler Baukörperausbildung und aufwendigem Fassadenrelief, stellt sich in diesen Kontext. Die Architekturen übersetzen das Regelwerk aus Haus und Hof in die Motive Verglaste Halle, Japanischer Garten, Garten in der Beletage oder Kreuzgang mit Arkaden in der Mitte einzelner Gebäudegruppen. Die Häuser verfügen über sehr große Geschosshöhen (drei bis vier Meter) und die Anlage ist trotz der starken Sicherheitsansprüche einzelner Nutzer tagsüber frei zugänglich (weitere Beteiligte: Architekten – Stepp, Berlin; Pysall, Stahrenberg & Partner, Berlin; Moore Ruble Yudell, Santa Monica, USA; Hilmer + Sattler, München; Petzinka, Pink & Partner, Düsseldorf; Faskel und Becker, Berlin; Gesine Weinmiller, Berlin; Büttner, Neumann, Braun, Berlin; Bauherr-Groth Gruppe, Berlin).

## Außenanlagen
In den Außenräumen setzt sich die Themenstellung von (halb)öffentlich und privat gestalterisch fort. Aufwendig ist die Wasserseite, die Corneliusstraße mit geformten Linden und Skulpturen versehen, die städtische Pflasterung der Gassen kontrastiert mit der Zurückgezogenheit der Privatgärten und dem üppig begrünten Pocket-Park (Cornelia Müller, Jan Wehberg). Dieser offenbart eine verspielte Haltung zum Thema Blockmitte als Treffpunkt von Wegen aus unterschiedlichen Richtungen.

## Anlieger
Das Gebiet in Nähe zum Landwehrkanal liegt mit Lützowplatz und Rauchstraße im Bereich der IBA-Tiergarten, einem städtebaulich-architektonischen Experimentierfeld der 1980er Jahre. Neben der Bundesgeschäftsstelle der CDU, dem Konrad-Adenauer-Haus, und deren angeschlossenen Strukturen errichteten die Länder Mexiko, Malaysia, Malta und Luxemburg hier ihre diplomatischen Vertretungen. Eine syrische Vertretung hat in der vormals einzig vorhandenen Villa an der Rauchstraße seine Räume bezogen und das unbebaute (Stand: 2024) Nachbargrundstück ist im Besitz des Jemen. Im nördlichen Teil errichteten die Nordischen Länder ein Gebäude, was die Botschaften aller fünf Staaten (Schweden, Norwegen, Finnland, Dänemark und Island) vereint, Nordische Botschaften genannt. Auf der anderen Seite der Klingelhöferstraße befindet sich das Köbis-Dreieck mit dem Sitz der Konrad-Adenauer-Stiftung und der KPMG-Deutschlandzentrale.

## Auszeichnungen und Statistik
Das Projekt wurde 2002 mit einer Anerkennung zum Deutschen Städtebaupreis und einem DIFA-AWARD prämiert.
- Grundstücksgröße: 30.000 m²
- Bruttogeschossfläche (gesamt): 55.200 m²
- 170 Wohnungen
- Park: 6.000 m²
- Baubeginn: 1998

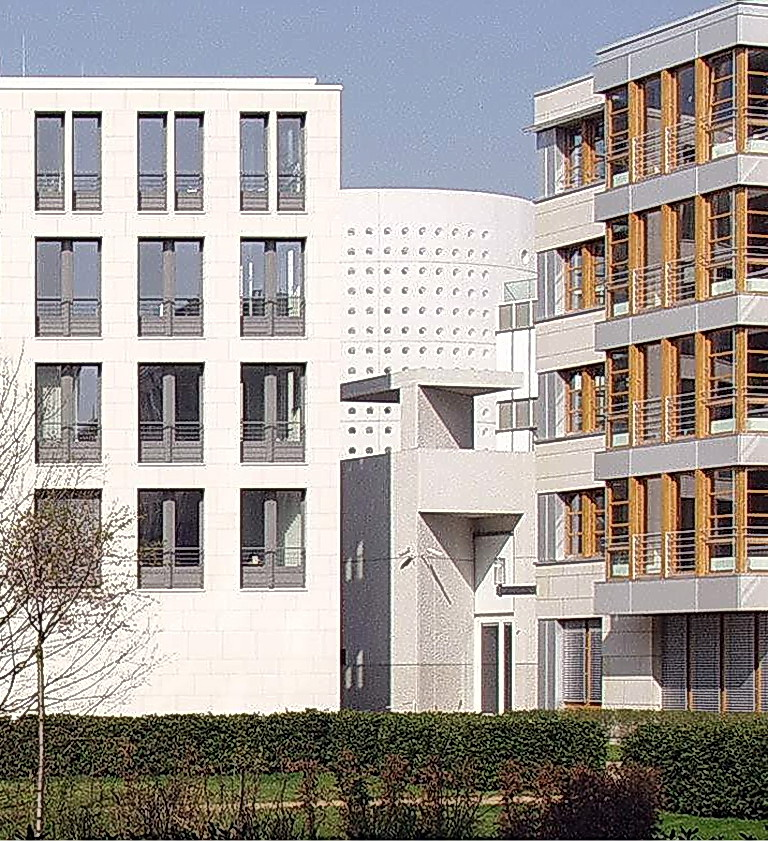
Pocket-Park in Richtung Mexikanische Botschaft
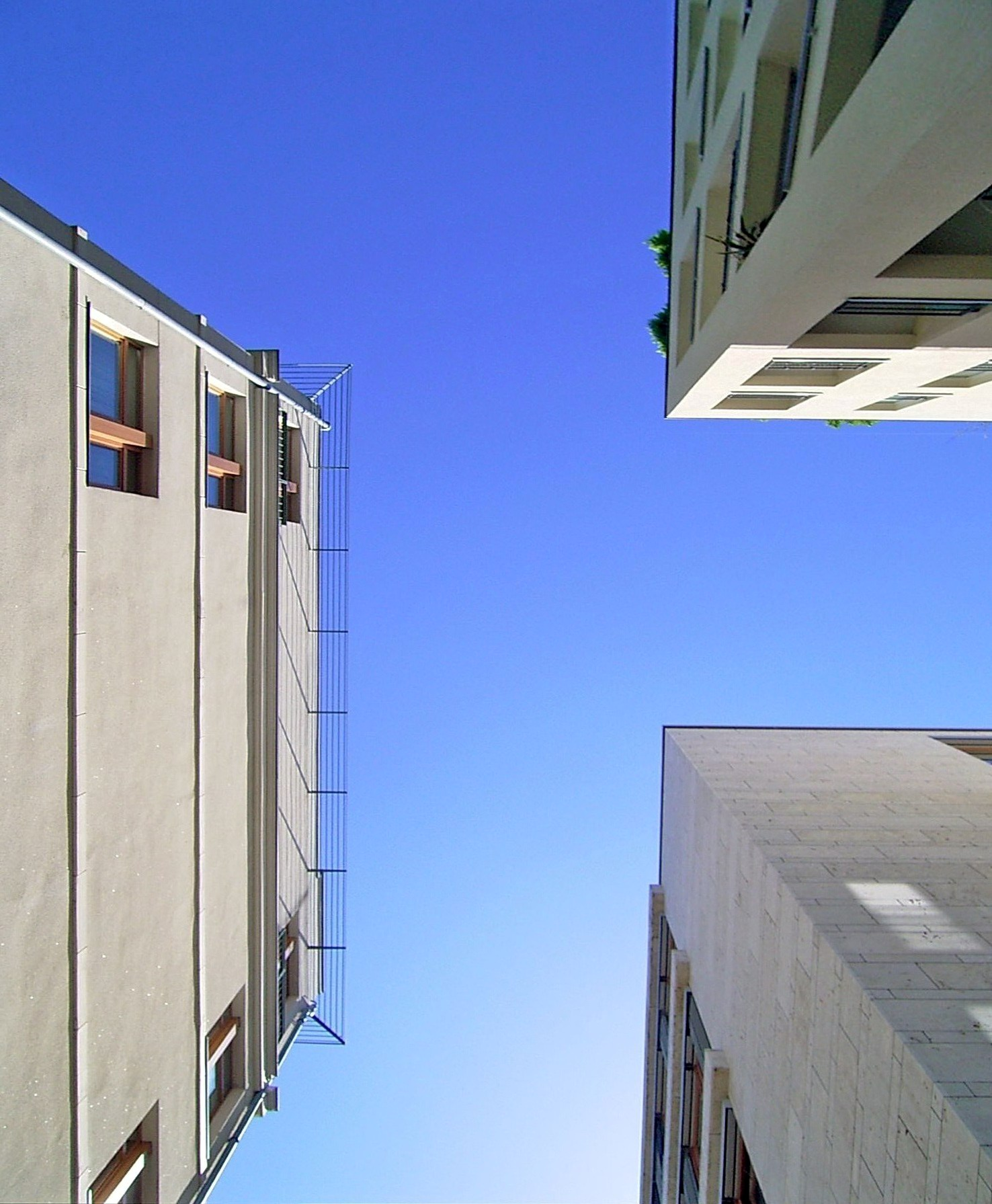
Windflügelprinzip der Gassen
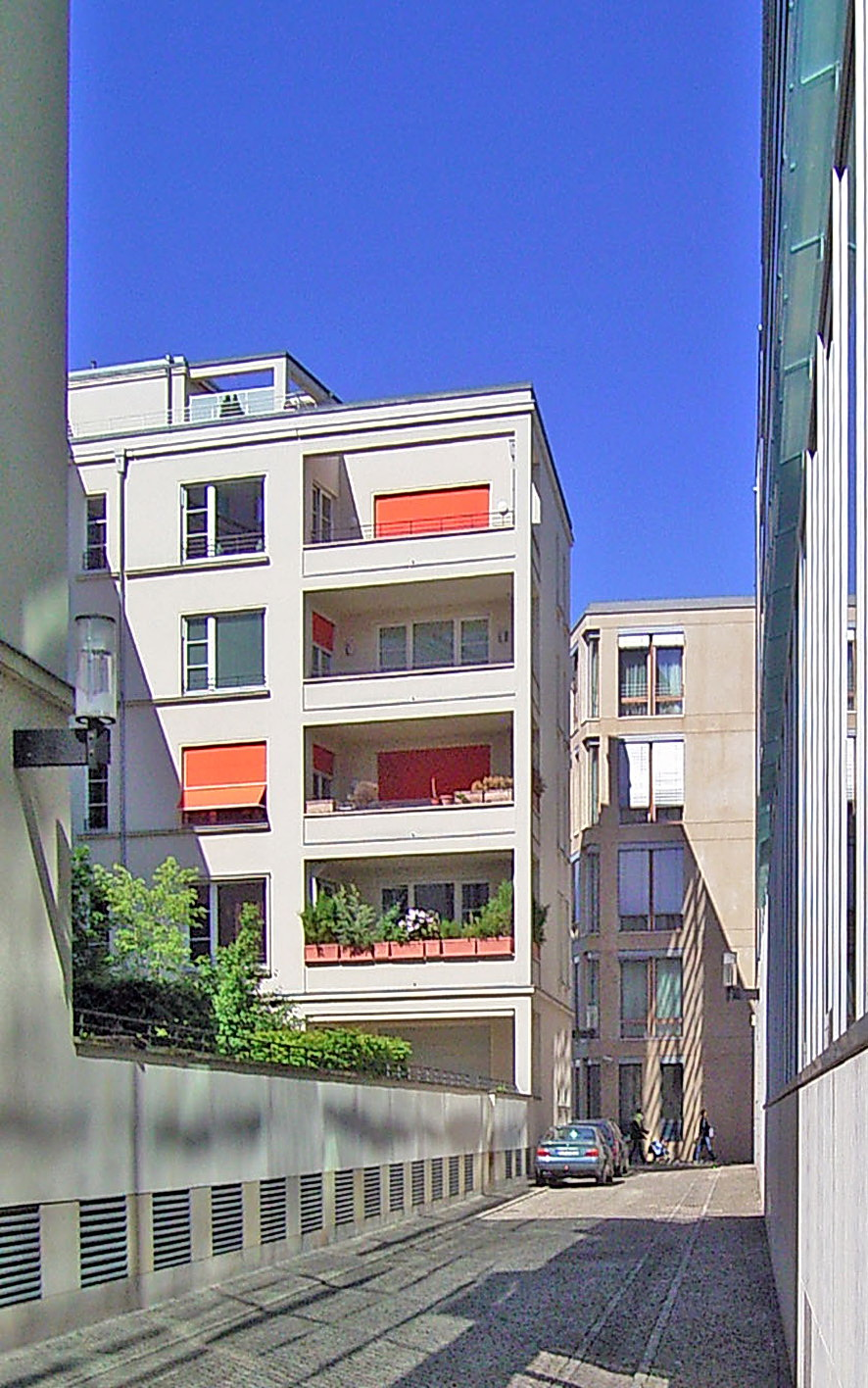
Gasse zwischen den Häusern
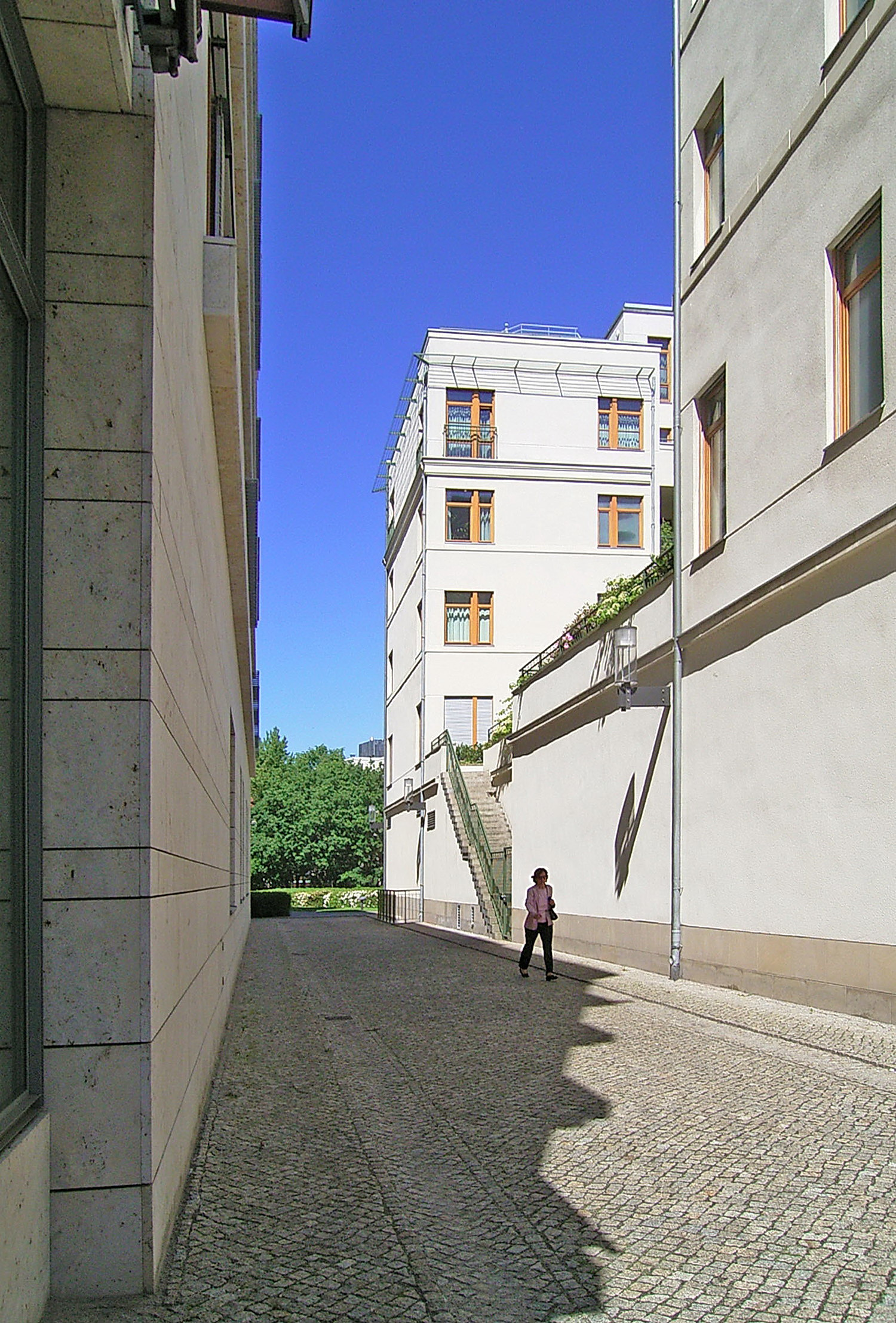
Gasse zwischen den Häusern